# Udalguri
Udalguri (o Udalgiri) è una suddivisione dell'India, classificata come town committee, di 14 893 abitanti, capoluogo del distretto di Udalguri, nello stato federato dell'Assam. In base al numero di abitanti la città rientra nella classe IV (da 10 000 a 19 999 persone).

## Geografia fisica
La città è situata a 26° 46' 0 N e 92° 7' 60 E e ha un'altitudine di 179 m s.l.m..

## Società

### Evoluzione demografica
Al censimento del 2001 la popolazione di Udalguri assommava a 14 893 persone, delle quali 7 729 maschi e 7 164 femmine. I bambini di età inferiore o uguale ai sei anni assommavano a 1 848, dei quali 961 maschi e 887 femmine. Infine, coloro che erano in grado di saper almeno leggere e scrivere erano 10 972, dei quali 6 152 maschi e 4 820 femmine.